# Ciência da religião

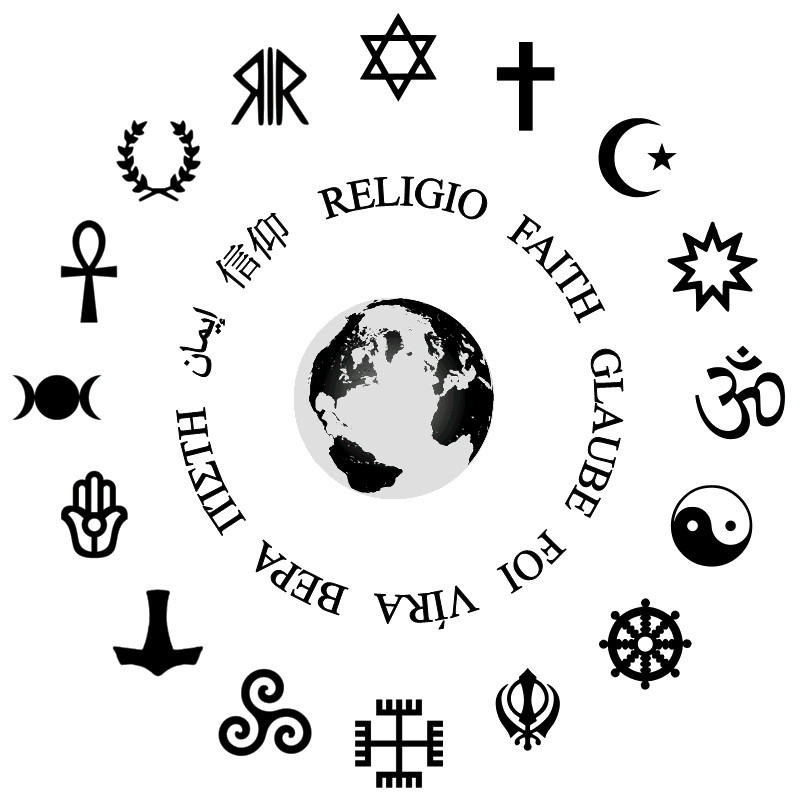
Vários símbolos religiosos

Ciência da religião ou religiologia é uma disciplina acadêmica das ciências humanas ou ciências sociais/culturais (também chamada de história das religiões, religiões comparadas, religiologia, ciência das religiões, ciências da religião ou ciências das religiões; em alemão Religionswissenschaft; em inglês Study of Religions ou Religious Studies ou Religiology).
O estudo de religiões, sobretudo das religiões de outras culturas que não sejam a do(a) autor(a), tem precedentes desde a antiguidade em várias culturas e tempos históricos, mas o surgimento de uma ciência da religião nos moldes modernos só vai ocorrer entre as décadas de 1850 e 1870, através da iniciativa do alemão Friedrich Max Müller (1823-1900). É tradicionalmente subdividida em história das religiões (ramo empírico de pesquisa específica) e religiões comparadas (ramo sistemático e teórico de pesquisa de ou a partir de várias culturas religiosas). Nasceu de metodologias comparativistas europeias, vindas da filologia de línguas indo-europeias e da ciência e filosofia romântica alemã, somado ao desejo de estudar com profundidade as religiões existentes no mundo, tendo forte diálogo com a etnologia.
Após a "briga de métodos" entre vertentes fenomenológicas e empiristas, em meados do século XX, houve algumas mudanças na área. Empréstimos de métodos e teorias de outras áreas ocorreram com muita força, sobretudo, buscando alternativas ao paradigma fenomenológico clássico, de autores como Otto, van der Leeuw e Eliade. A briga de métodos gerou, de um lado, o fortalecimento de uma perspectiva multidisciplinar, que abraçou várias disciplinas auxiliares de outras ciências, como a antropologia da religião, a sociologia da religião, a psicologia da religião e a geografia da religião; e, de outro lado, levou a posições específicas dentro da própria Ciência da Religião que, de maneira geral, levaram a tendências mais críticas metodologicamente, especialmente no Canadá, e gerando tanto teorias e métodos específicos como uma aproximação mais intensa com ciências naturais como a arqueologia, as neurociências e a biologia, bem como também de diversas formas de pesquisa sociais de campo, como a noção de religião vivenciada (lived religion) e a virada material. 

## Definição
Ciência da religião é a disciplina acadêmica de perspectiva empírica que investiga sistematicamente religiões em todas as suas manifestações. Um elemento chave é o compromisso de seus representantes com o ideal de distanciamento e respeito frente aos objetos de estudo, também chamado de agnosticismo metodológico, termo cunhado por Ninian Smart em 1973, mas que já tem raízes desde Max Müller. Não se questiona a "verdade" ou a "qualidade" de uma religião. Do ponto de vista metodológico, religiões são "sistemas de sentido formalmente idênticos", ainda que se expressando com uma rica diversidade. É especificamente este princípio metateórico que distingue a ciência da religião da teologia, e a aproxima de outras ciências humanas e sociais, como a antropologia, a história e a sociologia.
O objetivo da ciência da religião é  fazer um inventário, o mais abrangente possível, de fatos reais do mundo religioso, bem como um entendimento histórico do surgimento e desenvolvimento de religiões particulares, uma identificação de seus contatos mútuos e a investigação de suas inter-relações com outras áreas da vida. A partir de um estudo de fenômenos religiosos concretos, o material é exposto a uma análise comparada. Isso leva a um entendimento das semelhanças e diferenças de religiões singulares a respeito de suas formas, conteúdos e práticas. O reconhecimento de traços comuns entre as diferentes religiões, por parte do cientista da religião, permite a definição de elementos que caracterizam universalmente o fenômeno religioso, ou seja, como um fenômeno humano universal.

## História

### Precursores
O interesse pelo estudo das religiões remonta vários estudiosos desde a antiguidade, de gregos, romanos, chineses, indianos, árabes, norte-africanos, judeus, até japoneses. Na civilização helênica ("Grécia" e regiões em seu entorno), exemplos são Hecateu de Mileto (546-480 a.C.) e Heródoto (485-420 a.C.). O orador romano Cícero (106-43 a.C.) analisou, por sua vez, o fenômeno religioso em sua obra "Sobre a natureza dos deuses" (De Natura Deorum), adotando uma perspectiva mais filosófica. Um marco na história escrita dos encontros entre culturas, foi, conforme Eliade, com as viagens (diplomáticas ou invasoras) de "Alexandre, o Grande (356-323), que os escritores gregos tiveram oportunidade de conhecer diretamente e descrever as tradições religiosas dos povos orientais. Sob Alexandre, Bérose, sacerdote de Bel, publica suas Babyloniká. Megasténe, várias vezes enviado por Seleukos Nikator, entre os anos de 302 e 297, em embaixada ao rei indiano Chandragupta, publica Indiká. Hecateu de Abdera ou de Mos (365-270/275) escreve sobre os hiperbóreos e consagra à teologia dos egípcios os seus Aigyptiaká. O sacerdote egípcio Manéton (século 111) aborda o mesmo assunto em obra publicada sob o mesmo título. Foi assim que o mundo alexandrino passou a conhecer um grande número de mitos, ritos e costumes religiosos exóticos".
Segundo Usarski, chineses como o monge budista Fǎ Xiǎn 法顯 (chinês simplificado 法显, também transcrito como Fa Hsien), que viveu entre 337-422 do calendário cristão aproximadamente, também contribuíram para relatos sobre religiões. Este autor escreveu o Relato sobre países budistas, em que descreve muitas culturas budistas da região hoje chamada de Índia. Também o  tradutor e monge budista chinês Xuán Zàng 玄奘 (da dinastia Táng 唐, 602-664 no calendário cristão) ajudou a constituir um arcabouço de informações sobre culturas diferentes da sua sociedade natal.
Diversos autores cristãos e islâmicos do período "medieval" também somaram esforços nesse sentido, como, por exemplo, Pedro, o Venerável, Jean Boem e Roger Bacon (1214-1294), do lado dos cristãos, e Albiruni, Atabari, Almaçudi, Abzeme, Chaharastani por parte de muçulmanos. Assim como membros das duas religiões abraâmicas citadas, Judeus deixaram registros sobre outros povos culturalmente diferentes deles, como "Saadia (892-942), com seu livro Das crenças e das opiniões (publicado por volta de 933), no qual faz uma exposição das religiões dos brâmanes, cristãos e muçulmanos integrada a uma filosofia religiosa, e Maimônides (1135-1204), que empreendeu um estudo comparativo das religiões, evitando cuidadosamente a posição do sincretismo".
Além da descrição de outras culturas, posturas de diálogos cultural, em geral, e cultural-religioso, especificamente, podem ser vistos como precursores da Ciência da Religião, tal como entendido pelo seu fundador. Dois exemplos são emblemáticos. O governante अशोक Aśokaḥ ( aportuguesado Asoca, 304 a.C. – 232 a.C.) da dinastia máuria, atual região da Índia e envoltos, que reinou entre 273 e 232 antes da era cristã, após um período mais violento e militar, se converteu ao Budismo. Através do chamado Éditos de Aśokaḥ, instituiu oficialmente respeito e o diálogo entre aderentes de todas religiões, entre outros feitos políticos, ambientais e sociais. Segundo, há a postura de diálogo, e até de incentivo ao debate, entre diferentes visões religiosas e filosóficas por parte do governante Akbar,  terceiro imperador mogol da Índia/Industão. Segundo Max Müller, cientistas das religiões deveriam se espelhar na postura destes dois governantes antigos para realizar a suas pesquisas, no sentido de estar aberto ao estudos de todas as religiões, vistas como igualmente interessantes e relevantes.

### Origem institucional
Fruto do encontro dos povos que ocorreu com o imperialismo mercantilista europeu, houve a modernidade e os movimentos de reforma cultura do "renascimento" e "iluminismo" na Europa. A própria ciência da religião, enquanto uma ciência sistemática e histórica que busca estudar várias religiões, é filha do iluminismo. As tradições asiáticas ("orientais"), sobretudo tradições islâmicas, persas, indianas e chinesas, foram o objeto de estudo privilegiado durante a fase clássica, sendo seus mitos escritos em textos sagrados as fontes primárias estudadas com mais afinco.
O livro Mitologia Comparada [Comparative Mythology] (1856), de Max Müller (1823-1900), seria precursor do que viria a ser, em poucos anos, a ciência da religião. Segundo o filósofo e cientista das religiões Mircea Eliade (1992), "é certo que o termo fora empregado esporadicamente antes (em 1852, pelo padre Prosper Leblanc; em 1858 por F. Stie felhagen, etc.), mas não no sentido rigoroso que Max Müller lhe deu e que, desde então, passou a ser amplamente adotado". O cientista das religiões Frank Usarski (2014) vai mais profundo, e afirma que "acadêmicos associados ao chamado 'círculo de Göttingen', como Johann Gottfried Immanuel Berger (1773-1803), Karl Friedrich Stäudlin (1761-1826) ou Christian Wilhelm Flügge (1773-1827), mencionaram termos como “História das Religiões” ou “Ciência da Religião” nos seus cursos ou publicações, porém sem se referirem a uma disciplina autônoma e distinta da Teologia", As obras Chips from a German Workshop (1867–75, 5 vols.) e a Introdução à Ciência da Religião [Introduction to the Science of Religion] (1873) de Max Müller marcariam o início explícito dessa ciência. Em seguida é lançado a mega obra Livros Sagrados do Oriente [The Sacred Books of the East] (1879), que é o primeiro grande compêndio de história das religiões organizado de forma conjunta e sob um plano acadêmico e secular unificado.
Sobre a institucionalização dessa ciência, cabe lembrar que ocorreu antes de outras novas ciências, como a psicologia (em 1879) e a sociologia (em 1892). Segundo Usarski (2014, p. 145): "Em 1873 foi fundada a primeira cátedra em História Geral da Religião na Universidade de Genebra, Suíça. Em 1877 seguiram quatro cátedras nas universidades holandesas de Amsterdã, Leiden, Groningen e Utrecht. Em 1879 foi inaugurada a primeira cátedra em História das Religiões na França, seguida por uma cátedra na universidade de Bruxelas, Bélgica (1884). No mesmo ano surgiu em Roma a primeira cátedra de História das Religiões. Dois anos mais tarde, porém, ela foi transformada na cátedra de História do Cristianismo. O resultado foi que a Ciência da Religião na Itália ganhou um status autônomo duradouro apenas em 1924. A força da Teologia e sua abertura para métodos estritamente históricos dificultaram também a institucionalização da Ciência da Religião na Alemanha, onde a primeira cátedra foi fundada em 1910 (Berlim). À primeira vista, surpreende também o fato de que a institucionalização da Ciência da Religião na Grã-Bretanha tenha demorado até 1904 (Universidade de Manchester).".
Com obras fundadoras e disciplinas (cátedras, "cadeiras") em universidades, começou-se a ter eventos que compartilhavam publicamente os resultados das pesquisas e estudos. Houve muitas palestras (lectures), que geraram muitos livros, e também houve, segundo Eliade, vários congressos: "O primeiro Congresso Internacional de Ciência das Religiões aconteceu em Estocolmo, em 1897. Em 1900 teve lugar, em Paris, o Congresso de História das Religiões, assim denominado por excluir dos seus trabalhos a filosofia da religião e a teologia".

## Tradições teóricas-metodológicas

### Estrutura curricular
A ciência da religião é tradicionalmente subdividida entre religiões comparadas ou ciência da religião sistemática, e história das religiões ou ciência da religião empírica, desde a proposta de Joachim Wach em 1924. Mais recentemente, nas últimas três décadas, surgiu o que pode ser considerado uma terceira subdisciplina: a ciência da religião aplicada ou ciência prática da religião, que busca pensar contribuições mais pragmáticas e diretas à toda sociedade, como em política cultural e internacional, ou na educação (ensino religioso laico).

### Metodologia
Em termos de metodologia de pesquisa, sua estrutura interna clássica é baseada em pesquisa empírica - principalmente a partir de fontes religiosas textuais -, variando entre métodos analíticos com abordagens classificatórias e comparativas, com bases filosóficas hermenêuticas, e, métodos filológicos/linguísticos e históricos. Em termos de teoria metodológica, a Ciência da Religião apresenta uma ambiguidade entre um universalismo de viés iluminista que busca encontrar generalizações e um historicismo contextualista de reação contra-iluminista que pretende entender os fenômenos em suas especificidades. Exemplos são dois famosos professores de Ciência da Religião: Mircea Eliade criticava fortemente o historicismo, e questionava o porquê de cientistas das religiões terem certo receio de criar teorias mais gerais sobre as várias tradições religiosas, mas pode ser descrito como pertencente a corrente romântica do pensamento moderno, corrente que é um contra-modelo do iluminismo; outro caso é de Raffaele Petazzoni, famoso cientista das religiões italiano que inaugurou a cátedra dessa ciência em seu país, e apresentou um método próprio de estudo que fundia a vertente de estudos específicos (históricos e filológicos) com a vertente mais teórica-sistemática da Ciência da Religião, o método histórico-comparativo.
Mais recentemente, após a "briga de métodos" entre vertentes fenomenológicas e empiristas, pós Segunda Guerra mundial (1939-1945), tem cada vez mais se produzido pesquisa de forma multidisciplinar, como uma alternativa a visão fenomenológica. Além disso, estudos que iam além do que foi escrito, focando-se mais em como pessoas viviam as religiões, começaram a ganhar foco. Além dos conhecimentos e métodos acumulados ao longo do primeiro século de sua existência formal, metodologias e teorias de outros ramos da Ciências Humanas e Sociais são emprestadas para instrumentalizar o estudo. A antropologia das religiões, história das religiões, a filosofia da religião, a sociologia da religião e a psicologia da religião são as mais referidas. Mas há outras, como, por exemplo, as neurociências, ciência cognitiva, a economia da religião e a geografia da religião,  uma matéria que atualmente ganha força na Universidade de Tübingen, na Alemanha. Entre estes empréstimos, etnografias, etnometodologias e hermenêutica são muito utilizadas.
Em reação à abordagem multidisciplinar, novas metodologias próprias da Ciência da Religião têm surgido, ainda que muitas vezes continuem a se inspirar ou se referenciar em métodos de outras áreas. Essas novas abordagens são formadas a partir de reflexões desconstrucionistas (sobretudo críticas de gênero e descoloniais), e de uma visão mais "naturalista" ou empirista. Muito dessas novidades está condensado no recente The Routledge handbook of research methods in the study of religion de Strausberg e Engler, contendo dezenas de novos métodos e abordagens para estudar cientificamente religiões. Metodologia de pesquisa de campo, mais recentes nessa área, foram descritas por vários autores, como a noção de "personalização da ciência da religião" em Greschat (inspirado em W. Smith), a postura de "agnosticismo metodológico" de Ninian Smart, as fases de pesquisa em relação aos fiéis de Michel Pye, e a noção de "religião vivida" em Robert Orsi e David D. Hall. Manuel Vásquez também chama atenção com sua nova abordagem teórico-metodológica materialista exposta em seu livro Além da crença: uma teoria materialista da religião [More Than Belief: A Materialist Theory of Religion]. No mesmo sentido, a cientista das religiões Birgit Meyer tem se destacado mundialmente com suas abordagens materiais de estudo das "coisas" religiosas, no sentido de estudar objetos religiosos materiais, com impacto inclusive nas ciências sociais brasileiras.

### Tradições teóricas
Conforme o cientista das religiões Matheus Costa (2019) é possível observar três momentos que marcam a formação histórica da Ciência da Religião. Cada um desses momentos é caracterizado pela prevalência de certas abordagens teóricas e metodológicas, ainda que havia outras coexistentes.

#### Fase clássica
Tal como pensada por Max Müller, a Ciência da Religião tem variadas fontes: noções evolucionistas de cultura de viés darwiniano (ainda que crítica a eles), filosofia natural/da Natureza (especialmente a Naturphilosophie própria do Romantismo alemão, de J. W. Goethe e F. Schelling), , filologia clássica (sobretudo alemã, holandesa, francesa e inglesa), autores teológico-filosóficos como Kant, Espinoza, e Schleiermacher, Etnologia - especialmente de Frazer e Tylor, e até mesmo em precursores mais antigos, como os governantes antigos da atual região da Índia Akbar e Asoca. Houve vários autores que seguiram, cada um ao seu modo, essas tendências que estão nas raízes dessa ciência, como W. Robertson Smith, Joseph Estlin Carpenter e Cornelis Petrus Tiele. Com eles começaram estudos de abordagem cultural, filofágica, comparativa, normalmente buscando entender as "outras" culturas numa visão desenvolvimentista ou evolucionista, mas, sobretudo, visando classificar religiões de um modo que foi chamado de "enciclopédico" - ou seja, descritivamente com riqueza de detalhes.

#### Desenvolvimentos baseados na fenomenologia
Nascido também em seu início no século XIX, mas desenvolvido plenamente só na primeira metade do século XX e parte após a Segunda Guerra Mundial, a fenomenologia da religião acabou se tornando o segundo paradigma dessa área. Pierre Daniël Chantepie de la Saussaye (1848‐1920), ou somente Chantepie de la Saussaye, teria sido o primeiro a pensar de modo aprofundado sobre a parte mais comparativa e classificatória da Ciência da Religião, ramo que, na época, dava o nome de filosofia da religião. Se baseava, principalmente, na fenomenologia de Hegel, e na sua filosofia da religião, além de muitos outros autores. Ele usava o termo "fenomenologia da religião" para designar a "classificação dos diferentes tipos de fenomenos religosos", afirmando ser uma base que conduzia à filosofia (comparação) e a história (estudo específico) das religiões, dentro do sistema de estudos da Ciência da Religião. Muitos autores importantes à história da Ciência da Religião eram teoricamente adeptos dessa vertente, como Joachim Wach, G. van der Leeuw, Rudolf Otto, Willian Kristensen, Wilfred C. Smith, F. Heiler e Ninian Smart. Mas nenhum foi e continua sendo tão prestigiado quanto o romeno Mircea Eliade. Alguns cientistas das religiões teóricos da fenomenologia da religião buscaram afirmar uma visão de religião como fenômeno "sui generis", e, consequentemente, a ciência que estuda religiões também "sui generis", no sentido de não se limitar nem se sujeitar a outras perspectivas - sociológica, psicológica, econômica, etc. - e ter seus próprios métodos e teorias para entender um objeto tão singular quanto religiões.

#### Fase contemporânea: auto-crítica, desteologização e novas abordagens
Por outro lado, mesmo dentre os adeptos da fenomenologia da religião, ideias de suspeita, críticas e revisões começaram a crescer. Wilfred C. Smith. por exemplo, fez uma forte crítica ao conceito de "religião", debate que abalou toda área internacionalmente e tem repercussões fortes até hoje - como nos debates de Richard King, e mesmo de Talal Asad na antropologia. Outros, como Ninian Smart, teceram fortes críticas a existência de visões e posturas teológicas na Ciência da Religião norte americana, e se esforçaram para estabelecer uma separação dessa ciência para com a teologia, "desteologizando" a Ciência da Religião. Daí desenvolveu uma nova fase contemporânea marcada por fortes aproximações com outras ciências sociais e psicológicas. Por exemplo, hoje a abordagem da chamada ciência cognitiva da religião tem tido muito sucesso e chamado atenção internacional. Também estudos de abordagem econômica e estatisticamente sociológica tem ganhado cada vez mais espaço e reconhecimento, como as pesquisas baseadas na teoria da escolha racional, liderados por Rodney Stark.

## Ciência da religião no Brasil
No Brasil, em 1914 o pensador brasileiro Raimundo Farias Brito já citava o termo "ciência das religiões" e o nome dos três primeiros pais fundadores dessa ciência, Max Müller, Tiele e Chantepie de la Saussaye. Mas a ciência da religião tem seu início institucional somente em 27 de junho de 1969, através da criação do Colegiado de Ciências das Religiões da Universidade Federal de Juiz de Fora - UFJF, que mais tarde se tornou departamento e, em seguida, curso de graduação em formato bacharelado e com o nome "Ciência das Religiões" - que formou poucos estudantes e cessou suas atividades.
No final dos anos 1970 surgem os primeiros programas de pós-graduação que ofereceriam cursos de especialização (lato-sensu), mestrado, e, posteriormente, doutorado. Os primeiros cursos de mestrado são da PUC-SP (1978) e UMESP (1979) - ambos em universidades confessionais cristãs, católica e metodista, respectivamente.
Nas décadas de 1990 e 2000, principalmente com a demanda de formação específica que contemplasse a diversidade religiosa nas aulas do componente curricular Ensino Religioso, no ensino fundamental, conforme o art. 33 da LDB de 1997, começaram a surgir também graduações na área em todo o Brasil. Cada dia mais cientistas das religiões são vistos como os profissionais mais habilitados para exercer a docência do Ensino Religioso escolar, e a Ciência da Religião tem se tornado a ciência de referência dessa disciplina escolar, o que vem sendo materializado em várias legislações estaduais, como de Minas Gerais, Pará, ou Paraíba. Em 2018 ocorreram dois marcos na história das graduações: a BNCC foi completamente homologada e publicada, contendo que o ensino religioso tem como suas "áreas do conhecimento científico"  as "Ciências Humanas e Sociais, notadamente da(s) Ciência(s) da(s) Religião(ões)".
Atualmente, segundo a Associação de Pós-graduação e Pesquisa em Teologia e Ciências da Religião (ANPTECRE), há 12 programas de pós-graduação especifica em Ciência(s) da(s) Religião(ões). Segundo o Grupo de Pesquisa Educação e Religião (GPER), tem 16 graduações espalhadas pelo Brasil, a maioria em instituições públicas.
A situação dessa área e de seus profissionais/pesquisadores é ambígua: por um lado, há forte dificuldade de legitimação acadêmica, normalmente devida a dois problemas presentes em universidades brasileiras: ou acadêmicos tem uma visão secularista que vê de forma negativa qualquer possibilidade de se estudar religiões cientificamente, ou sofre represálias de fontes confessionais que veem com desconfiança estudos que não sejam teológicos. Consequentemente, falta empregos e faltam políticas que defendam os(as) formados(as). Por outro lado, apesar da falta de identidade da área - causada pelo fato de ter poucos professores formados na área lecionando em seus cursos -, a Ciência da Religião tem ganhado, paulatinamente, seus espaços, e apresenta-se como uma área acadêmica em crescimento no Brasil.